# Оптинска пустиња
Оптинска пустиња је ставропегијски мушки манастир Руске православне цркве, смештен у близини места Козелск Калушка област.

## Локација и изглед
Манастир се налази 4 км североисточно од Козелска: пут прелази реку Жиздре и иде уз манастирски гај. 1832-1839. године око манастира је изграђена ограда и четири угаоне куле. Пристаниште Тупик налази се на 2 км од манастира, на источној обали Жиздре .
Манастир је готово квадратног облика. У центру је главни храм манастира - Саборна црква Уласка у храм Пресвете Богородице. Око ње, цркве се налазе попречно. На северу - црква посвећена Марији Египћанки, преуређена 1858. године од старе трпезарије, на југу - црква посвећена Казанској икони Богородице, саграђене 1811. године, на истоку - црква посвећена Владимирској икони Богородице.
Иза манастирског гаја налази се скит у коме се службе одржавају 24 сата дневно. 2009. године тамо је живело десет монаха. Куће у којима су боравили Николај Гогољ, Фјодор Достојевски, Сергеј Нилус, Константин Леонтијев и даље су овде нетакнуте. Опстала је дрвена црква посвећена  Јовану Крститељу (1822), окружена шумом која је израсла на месту скита. Улаз у скит затворен је за лаике од 2013. године.
Сергеј Нилус је почетком 20. века описао келија Оптине: дрвени кревет, икона у углу са лампом, столица, стол и умиваоник са лавором. Одећа за новајлије .

## Историја
XV—XVIII век
Према легенди, основао га је крајем 14. века покајани разбојник по имену Опта (Оптиа), у монаштву - Макарије. Синодикон манастира Оптина из 1670, сведочи да је манастир Оптина постојала већ у 15. веку: монаси и монахиње су живели у њему у различитим одељењима, што је могуће пре утврђивања саборне цркве 1503, када је уведена строга подела манастира на мушки и женски ...
Први писани докази о пустињаштву Макарија Оптина односе се на владавину Бориса Годунова. Козелске књиге преписивача (1629, 1630, 1631) указују на то да је манастир дат у знак сећања на цара Фјодора Јоановича († 1598) „за свеће и тамјан“. На крају Невољног времена, Оптина се опоравила од катастрофа које су је задесиле, од пустошења Литваније. Најстарија књига са слободним листовима из 1670. године сведочи о доприносу краљевске породице.
1689. године у манастиру је започета градња прве камене цркве Ваведења Пресвете Богородице са бочним олтаром у име монаха Пафнутија Боровског .
У 18. веку финансијско стање манастира било је тешко. 1704. године, по указу Петра Великог, Оптина је држави морала платити  новац који је био потребан за изградњу Санкт Петербурга и за рат са Швеђанима. Овај намет је био оптерећујући за Оптину. До 1724. године у манастиру је остало само 12 људи.
Испосница Оптина је укинута 1724. године у складу са духовним прописима и припојена је манастиру Белевски Спасо-Преображенски. Међутим, крајем 1726. године, указом царице Катарине Велике, Оптина је обновљена. На основу указа архиепископа сарског и подонског Леонида од 11. јула 1727. године, манастирско имање је враћено архимандриту Тихону, игуману Бељовског Спасо-Преображенског манастира, Оптинској испосници.
1741. године започета је градња дрвеног звоника. 1750. године започета је градња нове цркве у име Уласка Пресвете Богородице, са два бочна олтара: на јужној страни - бочни олтар монаха Пафнутија Боровског, чудотворца, на северу страни - великомученика Теодор Стратилата . 1759. године храм је био готово спреман, исте године је освећена капела Пафнутија Боровског.
Указом Катарине II, 1764. године , током реформе секуларизације, Оптина је постала један од прекобројних манастира у епархији Крутица.
1768. године завршена је изградња нове саборне цркве захваљујући богатом доприносу нових добротвора. 1770. године, према извештају, постојала су три монаха. У манастиру су 1773. године била су два старија монаха.
Ситуација манастира почела је да се мења 1795. године, када је митрополит московски и калушки Платон скренуо пажњу на потребе манастира. 1796. посетио је Оптину и ово место му се заиста свидело. На његово инсистирање, за игумана манастира постављен је јеромонах Аврахам, искусни старешина из манастира Песношењскаја. Већ 1797. године братство манастира бројало је 12 људи.
1799. Оптинска пустиња је премештена у новоотворену Калушку епархију. Владика Калушки Теофилакт (Русанов) је посебну пажњу посветио оживљеном манастиру.

## XIX век
1802. године започета је градња новог троспратног звоника високог 30 сажена. Уз њу су са обе стране биле причвршћене помоћне зграде за братске ћелије. 1804. године завршена је изградња звоника и левог крила, а 1806. изграђено је и десно крило. 1805. године започела је изградња Казанске цркве, а 1809. године почели су да граде болничку цркву са шест причвршћених ћелија. Материјал за изградњу цркве донирао је дворски већник Каминин. Обе цркве завршене су 1811. године, а осветио их је високопреосвећени Евлампије, епископ калушки и боровски: 26. августа 1811. године освећена је болница, а 23. октобра 1811. године Казанска црква.
Дана 18. јануара 1809. године, на захтев игумана Авраама и на захтев епископа Теофилакта, указом Светог синода, особље манастира је повећано на 30 становника.
1821. основан је скит у манастиру. Овде су се населили пустињаци. Изабран је старац који је био задужен за целокупан духовни живот манастира (игуман је остао администратор). Са свих страна људи су били привучени манастиру, тежећи духовном животу. Оптина је постала један од духовних центара Русије. Донације су почеле да пристижу; манастир је стекао земљу, млин и опремио камене зграде.
Под игуманом Мојсијем, манастир Оптина је цветао тако високим моралом да је сваки почетник био као старац. Тамо сам видео у пуном смислу те речи земаљске анђеле и небеске становнике. Каква узорна пристојност, послушност, стрпљење, понизност, кротост, понизност! Оптина је била школа за руско монаштво"
Епизоде из живота неких руских писаца и мислилаца повезане су са Оптином. У лето 1878. В.С. Соловјов пратио је Ф. М. Достојевског у Оптину након тешке драме - смрти његовог сина у мају исте године. Писац је остао у скиту три дана. Неки од детаља у Браћи Карамазови инспирисани су овим путовањем. Прототип старца Зосиме био је старешина Амвросије Оптински, канонизован 1988. године), који је у то време живео у скиту Оптинске испоснице.

## XX век
На прелому 1890-их и 1900-их, Митја Козелски, јуродиви који је касније уживао наклоност и поверење цара Николаја II и царице Александре Феодоровне, живео је у Оптинској испосници . По одласку из двора постао је ватрени противник Григорија Распућина . 23. јануара 1918. године, указом Савета народних комесара, Оптинска пустиња је затворена, али је манастир и даље постојао под маском „пољопривредне ертеле“. У пролеће 1923. пољопривредно газдинство је затворено, манастир је преузела Главнаука. Оптинска пустиња проглашена је за историјски споменик.
На територији манастира Оптина 1931. године отворена је кућа за одмор Горки. У новембру 1939. године, након поделе Пољске, по наређењу Лаврентија Берије, НКВД СССР-а трансформисао је одмориште у концентрациони логор Козелск-1 , где је било смештено око 5.000 пољских официра, око 4.400 их је касније послато у Катин на стрељање .
Током Великог отаџбинског рата на територији Оптине постојала је болница, 1944.-1945. Био је испитни и филтрациони камп НКВД-а СССР-а за совјетске официре који су се вратили из заробљеништва, а после рата до 1949. налазила се војна јединица.
17. новембра 1987. године, указом Владе РСФСР-а, пустиња Оптина враћена је Руској православној цркви. Према Константину Харчеву, „члан Политбироа Александар Јаковљев предложио је повратак Оптинске пустиње“ . Одлука Светог синода Руске православне цркве о отварању манастира усвојена је 30. децембра 1987. године 
3. јуна 1988. године у порти куле манастира служена се прва Света литургија на дан Владимирске иконе Богородице .
1. фебруара 1990. године скит Светог Јована Крститеља враћен је у Оптинску испосницу.
Данас је манастир готово у потпуности обновљен.